# ساکاریک اسید
ساکاریک اسید (به انگلیسی: Saccharic acid) یک ترکیب شیمیایی با شناسه پاب‌کم ۳۳۰۳۷ است. که جرم مولی آن ۲۱۰٫۱۳۸۸ g/mol می‌باشد.
از نامهای دیگر آن اسید گلوکاریک است.

### ایزومرهای نوری
ایزومر های نوری اسید گلوکاریک

، اسید دی-گلوکاریک
و اسید ال-گلوکاریک هستند.
(دی-گلوکارات و دی-گلوکارات کلسیم را ببینید)